# 文华公园
佛山市文华公园，位于中华人民共和国广东省佛山市禅城区文华中路与彩虹路交界处，占地面积约45公顷，是一座集生态绿地、文化展览、休闲娱乐于一体的城市综合性公园。园内设有大型中央湖面、环湖绿道、雕塑广场、儿童游乐区以及特色园林景观，是市民日常散步、锻炼和休闲的热门地点。
近年来，文华公园经过多次升级，增设了各类景观、绿化、娱乐设施，如知心草坪、活力水岸、创意童趣等，成为佛山市中心的重要休闲场所。2017年，禅城区园林管理处对文华公园的游览及排水设施进行了优化提升工程，总投资约1500万元，进一步改善了公园的环境和功能。文华公园在2020年由佛山市禅城区政府重点改造升级，成为千亩级城市中央公园，并取消了围墙，免费向公众开放。